# Notre-Dame du Sacré-Cœur

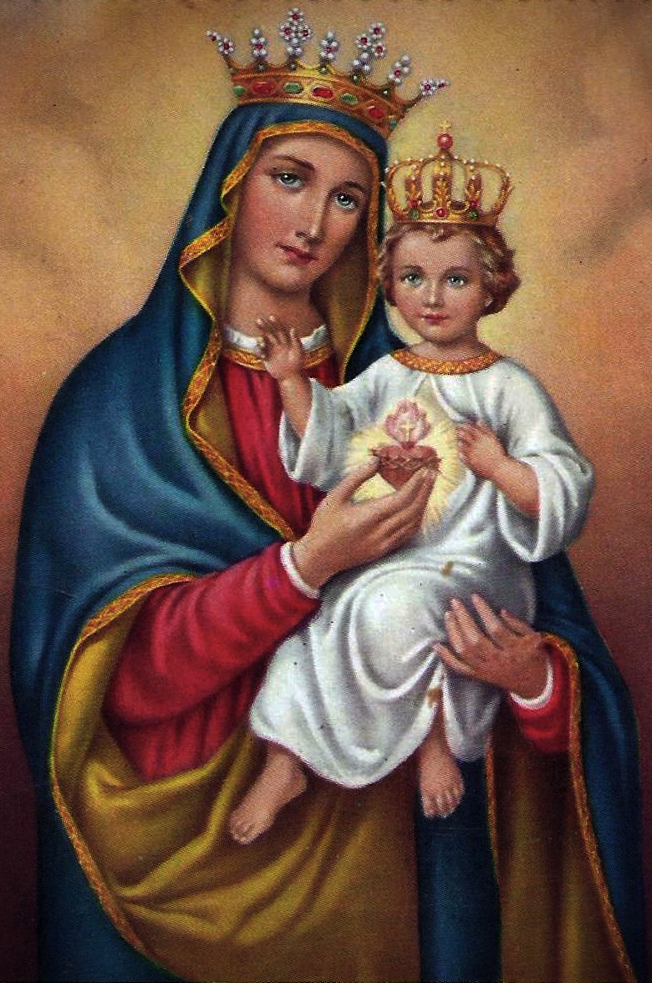
Notre-Dame du Sacré-Cœur.

Pour les articles homonymes, voir Notre-Dame du Sacré-Cœur (homonymie).
Notre-Dame du Sacré-Cœur est un vocable de la Vierge Marie. La fête de cette dévotion est célébrée le dernier samedi de mai.

## Histoire
En 1854, le père Jules Chevalier et le père Sébastien Émile Maugenest commencent une neuvaine à la Vierge pour obtenir son soutien dans la fondation d'une congrégation missionnaire et s’engagent à honorer Notre-Dame d’une manière spéciale si leur demande est exaucée. Le dernier jour de la neuvaine, un homme se présente au presbytère avec un don de 20 000 francs pour créer une maison de missionnaires. En 1861, ces derniers construisent une chapelle dont l'autel est dédié à Notre-Dame du Sacré-Cœur avec un vitrail qui la représente sous ce titre.

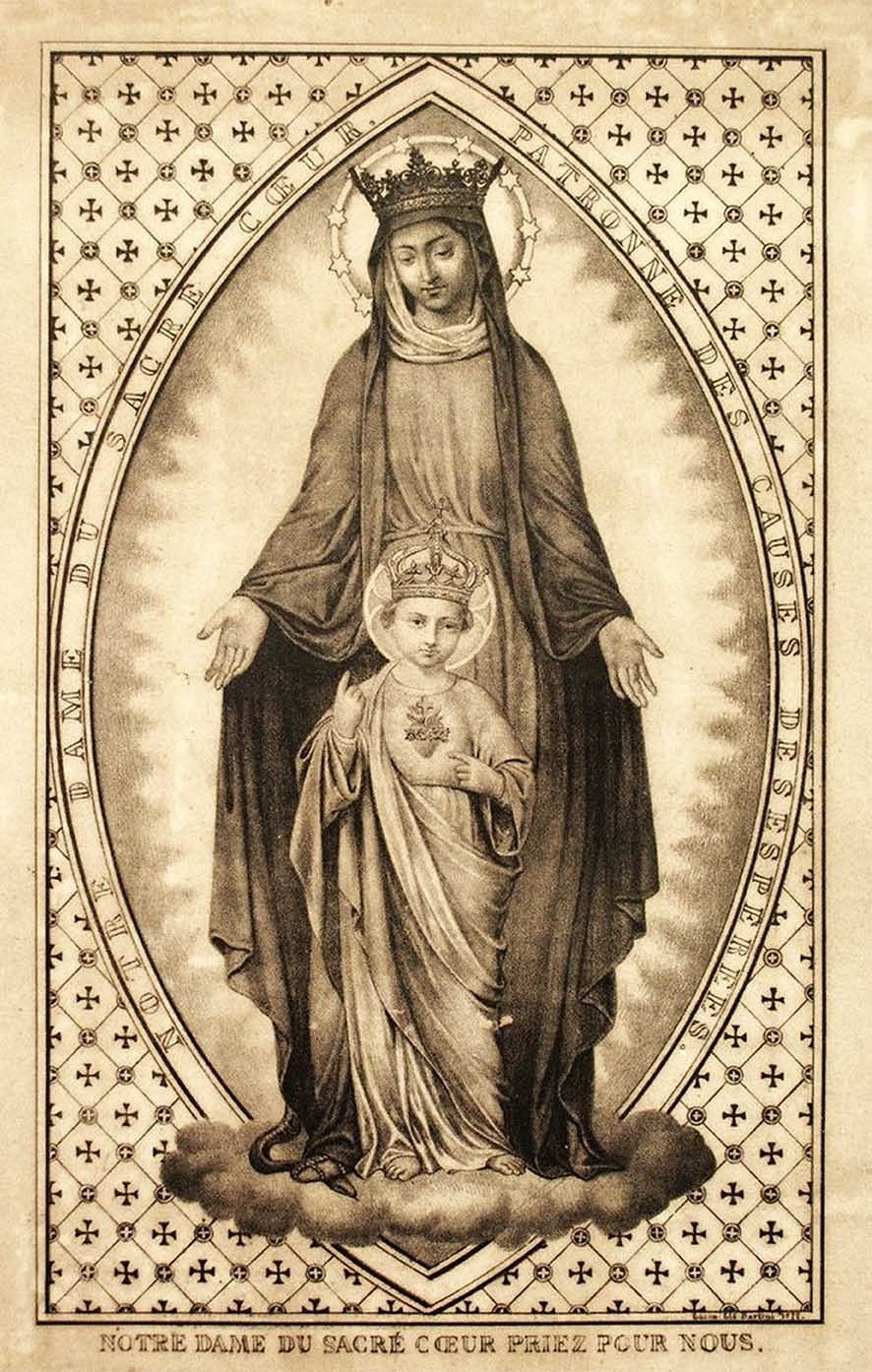
Notre-Dame du Sacré-Cœur telle qu'elle était représentée au départ.

En 1862, le père Chevalier écrit le premier livre dédié à Notre-Dame du Sacré-Cœur, puis fait sculpter une statue en marbre de Carrare montrant la Vierge debout les bras ouvert avec l'Enfant Jésus devant elle qui désigne sa Mère de sa main droite et montre son Cœur de sa main gauche. En 1865, il fait construire une chapelle dans le prolongement de la basilique pour la consacrer à Notre-Dame. Elle est inaugurée solennellement en présence de Mgr Pie, évêque de Poitiers, le 8 septembre 1869, à l'occasion d'un premier pèlerinage qui rassemble à Issoudun 15 évêques et 30 000 pèlerins, ce même jour une statue de la Vierge est solennellement couronnée au nom de Pie IX. Les fidèles ne cesseront plus d'affluer vers le sanctuaire. L'église est élevée au rang de basilique mineure par Pie IX le 17 juillet 1874.
Pour répondre aux demandes des fidèles, Jules Chevalier crée une confrérie dont le décret d'érection est publié en 1864 par Mgr de La Tour d'Auvergne, archevêque de Bourges. Une autre confrérie sous ce même titre existant à l'église Saint-André du Quirinal (Rome) depuis 1872, le pape Léon XIII permet aux Missionnaires du Sacré-Cœur de construire une église dédiée à la Vierge à la place de celle de Saint-Jacques des Espagnols située sur la piazza Navona : c'est l'actuelle église Notre-Dame du Sacré-Cœur de Rome (Nostra Signora del Sacro Cuore) qui devient en 1879, le siège de l'archiconfrérie de Notre-Dame du Sacré-Cœur.

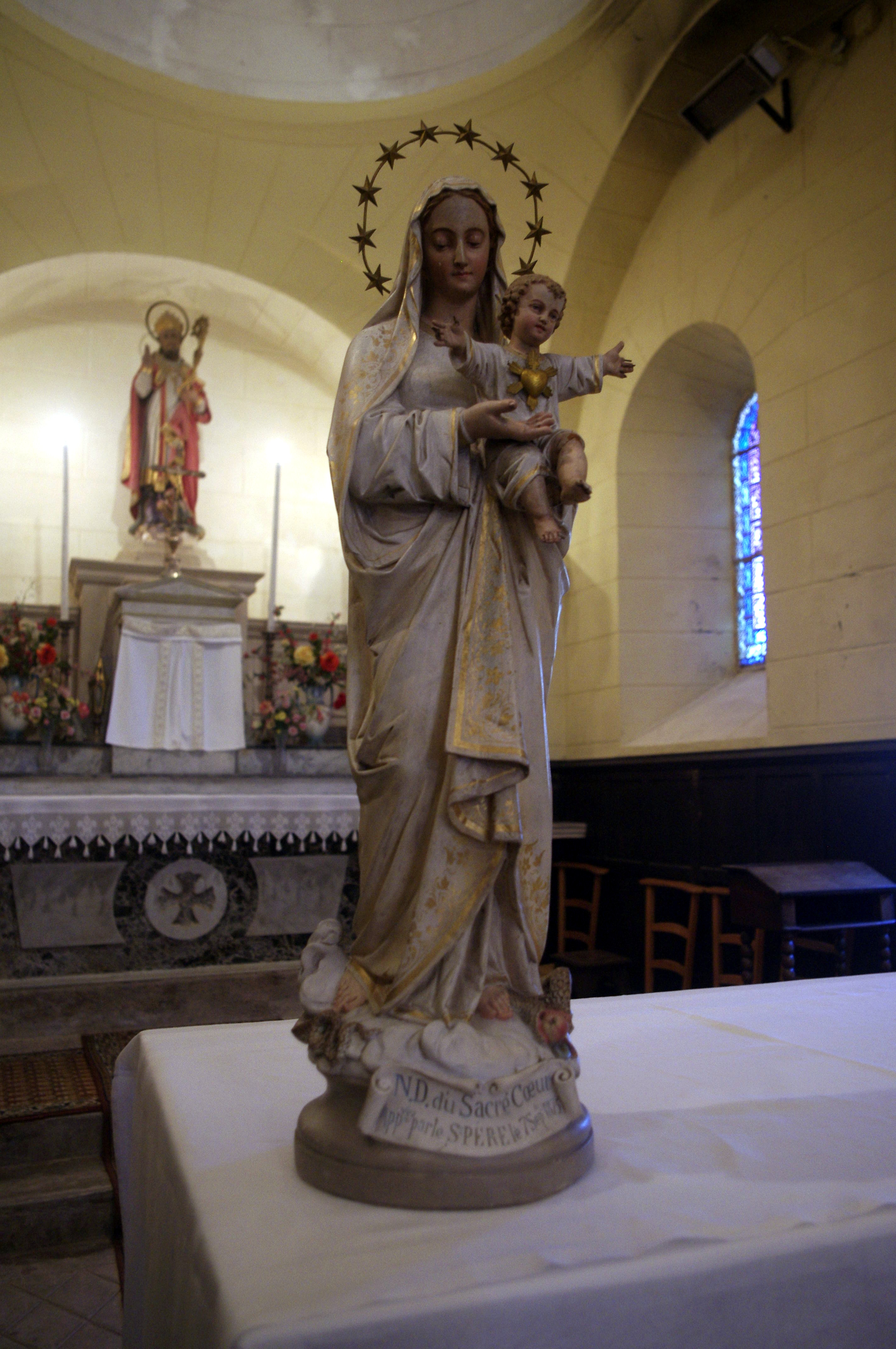
Statue de Notre-Dame du Sacré-Cœur de 1875.